# Скуратовський Сергій Іванович
Сергій Іванович Скуратовський (нар. 4 лютого 1971) — народний депутат України VIII скликання, голова Комітету з питань будівництва, містобудування і житлово-комунального господарства, забудовник.

## Біографія
Колишній депутат Київської обласної ради.
Протягом 2014-2019 років був народним депутатом, членом депутатської фракції Радикальної партії Олега Ляшка.
Має вищу освіту, директор, ПП «ГРІН-ГРЕЙ», 2014 року обраний народним депутатом від Радикальної партії Олега Ляшка на позачергових виборах.

## Розслідування
Скуратовського звинувачують у заволодінні 160 млн грн, що належали банку. За даними слідства, 2012 року Скуратовський, що на той час був депутатом Київської обласної ради і фактично володів низкою компаній, почав будівництво багатоквартирного комплексу на околиці Києва. Для цього він отримав кредит на 200 млн грн під заставу майбутньої забудови і ділянок для неї. Звинувачення стверджує, що підконтрольні Скуратовському компанії, що вели будівництво, отримали дохід від продажу нерухомого майна на 1 млрд грн, згодом банк-кредитор визнали неплатоспроможним. Щоб не віддавати кредит, депутат зі своєю помічницею організував схему незаконного заволодіння грошимачерез продаж житла на фіктивних торгах за заниженою ціною. У листопаді 2024 року правоохоронці передали справу Скуратовського до суду.